# Битка при Пасо де лас Дамас
Битката при Пасо де лас Дамас е част от Кубинската война за независимост, която се състои на 18 ноември 1896 г. В тази битка революционерите понасят удар след смъртта на генерал Серафин Санчес.

## Прелюдия
Кубинският генерал-майор Серафин Санчес участва преди това в Десетгодишната война и Малката война за независимостта на Куба. Кубинската война за независимост е продължение на предишните две войни и генерал Санчес веднага се присъединява към мамбизите. Към последните месеци на 1896 г. кубинските сили за независимост водят кампанията Лас Вилас в средата на ноември същата година.

## Битка
Битката е щателно подготвена от генерал Санчес на терен избран от него. Полковете под негово командване, съставени от приблизително 800 души атакуват врага следобед. Испанските сили са победени ден преди това от същите кубински сили. Сега те водят 2 500 войници, добре въоръжени и оборудвани с различни артилерийски оръжия.
По време на битката генерал-майор Франсиско Карийо Моралес претърпява тежка травма на лицето си, а тогавашният подполковник Енрике Лойназ е съборен от коня си, който пада върху него, причинявайки му наранявания. Предвид липсата на боеприпаси и испанския натиск, кубинските войски се оттеглят по организиран начин. В този момент вражески куршум преминава през тялото на Серафин Санчес от дясното рамо наляво. Последните му думи са: „Убиха ме, това е нищо! Продължавайте!“
Докато задържат врага, кубинците транспортират тялото на генерал Санчес на безопасно място. Генералът умира в 05:15 ч. на 18 ноември 1896 г. Погребват го на следващия ден.

## Последица
В тази битка революционерите губят важен и опитен генерал, който заедно със загиналите преди това Гилермо Монкада, Флор Кромбет, Хосе Марти и Хосе Масео, значително повлиява на морала на кубинците.